# Phryganopteryx perineti
Phryganopteryx perineti är en fjärilsart som beskrevs av Rothschild 1933. Phryganopteryx perineti ingår i släktet Phryganopteryx och familjen björnspinnare. Inga underarter finns listade i Catalogue of Life.